# Pomatorhin à joues rousses
Erythrogenys erythrogenys
Espèce
Statut de conservation UICN

 LC  : Préoccupation mineure
Le Pomatorhin à joues rousses (Erythrogenys erythrogenys) est une espèce de passereaux de la famille des Timaliidae.

## Répartition
On le trouve au Bangladesh, Bhoutan, Birmanie, Chine, Inde, Népal, Pakistan, Taiwan et Thaïlande.

## Habitat
Il habite les forêts humides tropicales et subtropicales.